# Vehículo submarino autónomo

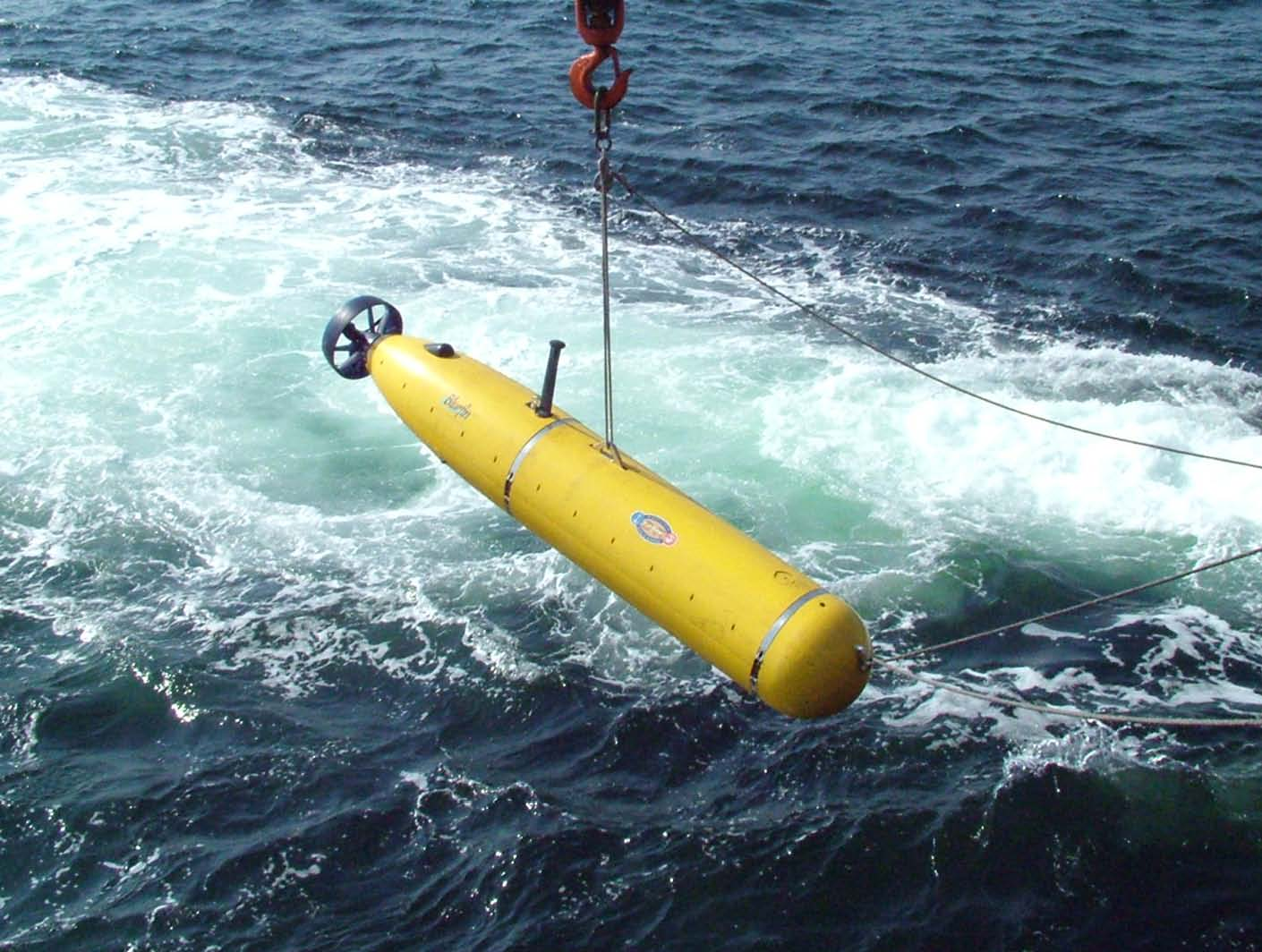
Foto del vehículo submarino autónomo Battlespace Preparation (BPAUV) tomada durante un ejercicio de la Armada de EE. UU.

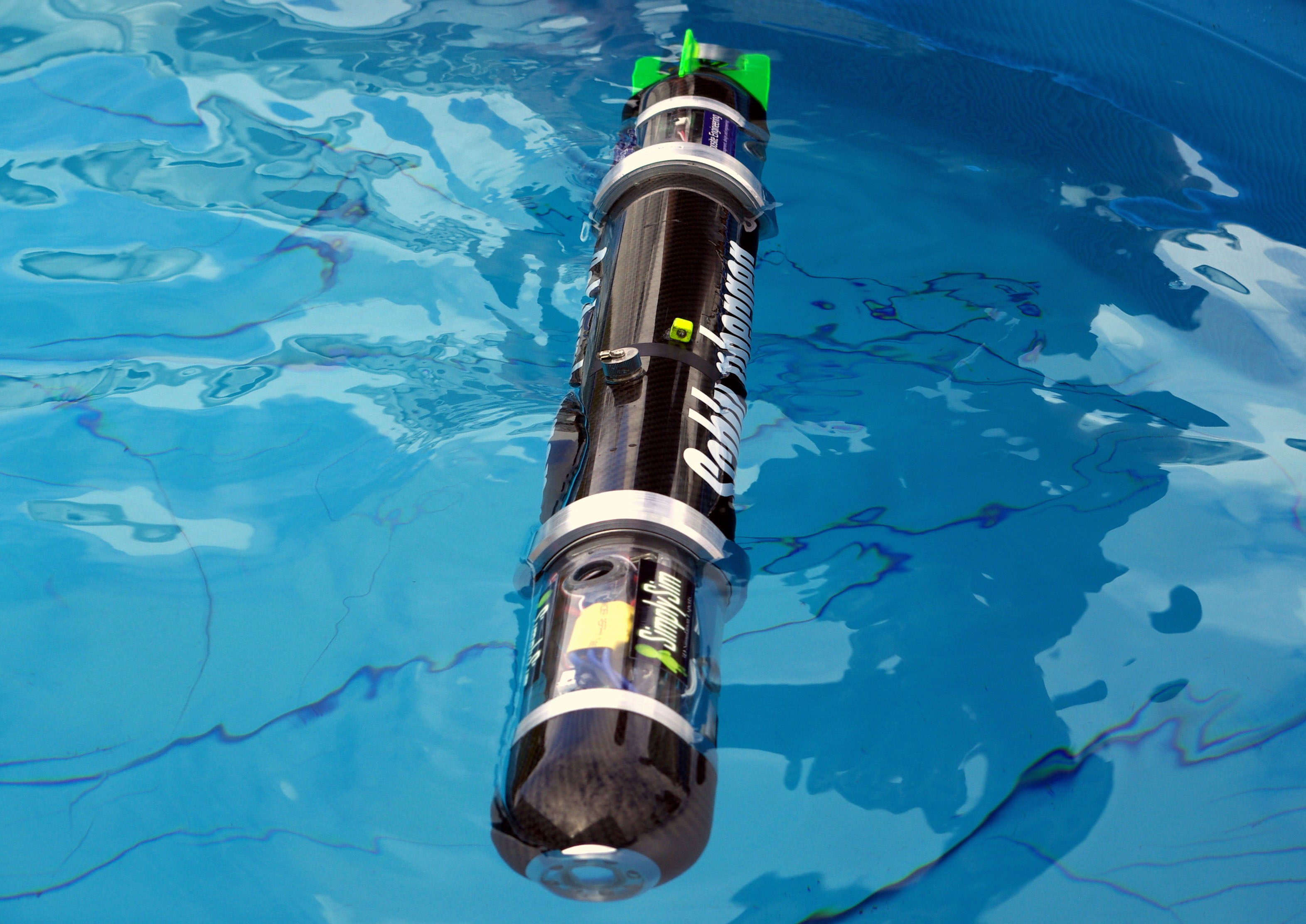
El Blackghost AUV está diseñado para seguir una ruta de asalto submarino de forma autónoma sin control externo.

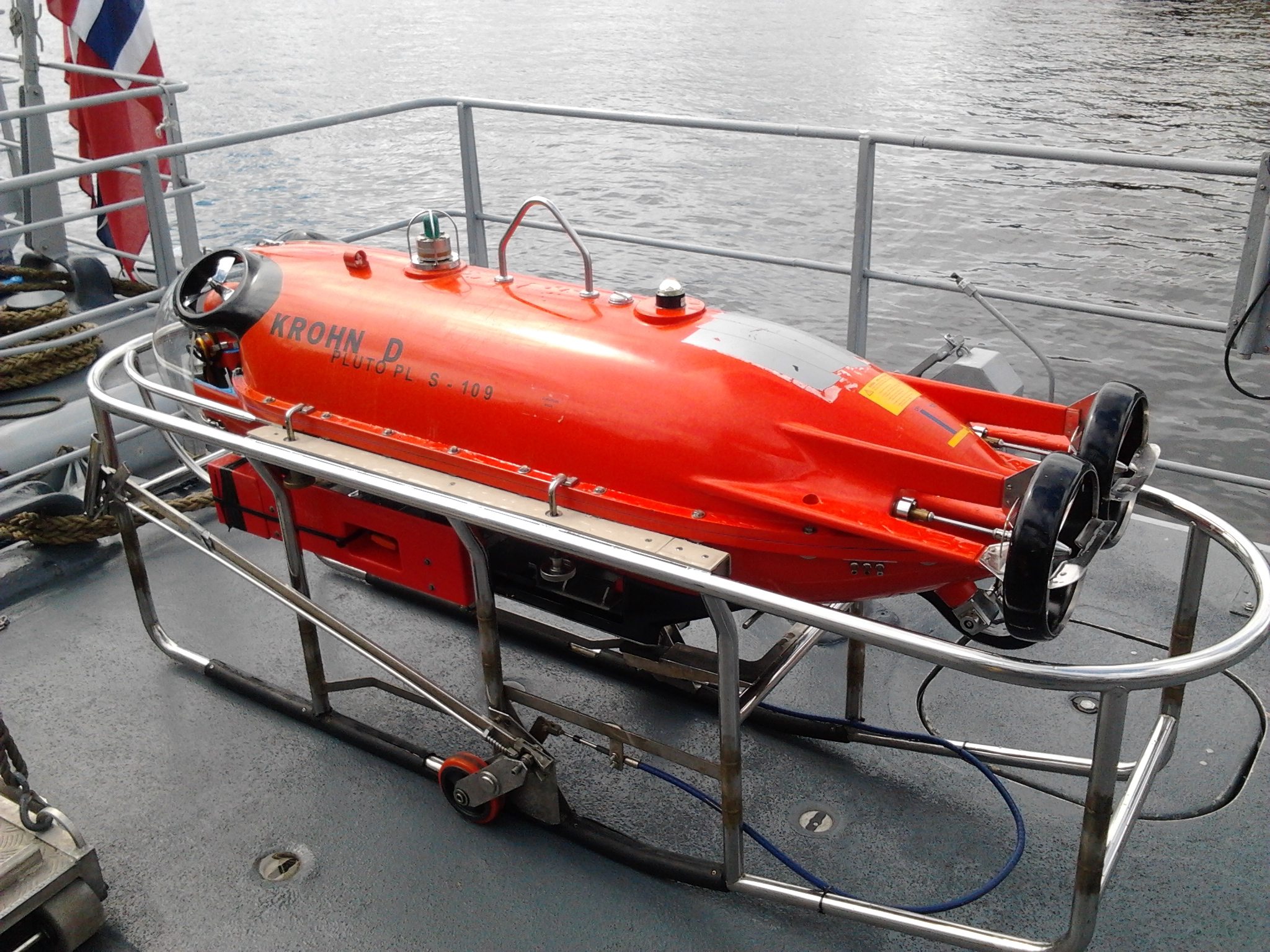
El AUV Pluto Plus para la identificación y destrucción de minas submarinas, del cazador de minas noruego KNM Hinnøy.

Un vehículo submarino autónomo o AUV por sus siglas en inglés, es un robot que viaja bajo el agua sin requerir la intervención de un operador humano. 
Los AUV forman parte de un grupo de sistemas submarinos conocidos como vehículos submarinos no tripulados (UUV), una clasificación que incluye vehículos submarinos no autónomos operados a distancia (ROV), controlados y alimentados desde la superficie por un operador humano a través de un cable umbilical o mediante control remoto. Los planeadores submarinos son una subclase de los AUV.

## Historia
El primer AUV fue desarrollado en el Laboratorio de Física Aplicada de la Universidad de Washington en 1957 por Stan Murphy, Bob Francois y, más tarde, Terry Ewart. El "Vehículo de investigación submarina de propósito especial", o SPURV, se utilizó para estudiar la difusión, la transmisión acústica y las estelas submarinas.
Otros AUV tempranos fueron desarrollados en el Instituto de Tecnología de Massachusetts (MIT) en la década de 1970. Uno de ellos se exhibe en la Hart Nautical Gallery del MIT. Al mismo tiempo, también algunos AUV fueron desarrollados en la Unión Soviética (aunque esto no se conoció comúnmente hasta mucho más tarde).

## Aplicaciones
Hasta hace relativamente poco tiempo, los AUV se han utilizado para un número limitado de tareas dictadas por la tecnología disponible. Con el desarrollo de capacidades de procesamiento más avanzadas y fuentes de alimentación de alto rendimiento, los AUV se utilizan ahora para más y más tareas, con roles y misiones en constante evolución.

### Comerciales
La industria del petróleo y el gas utiliza AUV para hacer mapas detallados del lecho marino antes de comenzar a construir infraestructura submarina. Así las tuberías y las terminaciones submarinas se pueden instalar de la manera más rentable con una mínima alteración del medio ambiente. Los AUV permiten a las empresas realizar levantamientos precisos de áreas donde los levantamientos batimétricos tradicionales serían menos efectivos o demasiado costosos. Además, ahora es posible realizar estudios e inspeccionar las tuberías después del tendido. El uso de AUV para la inspección de tuberías y la inspección de estructuras submarinas artificiales es cada vez más común.

### Investigación

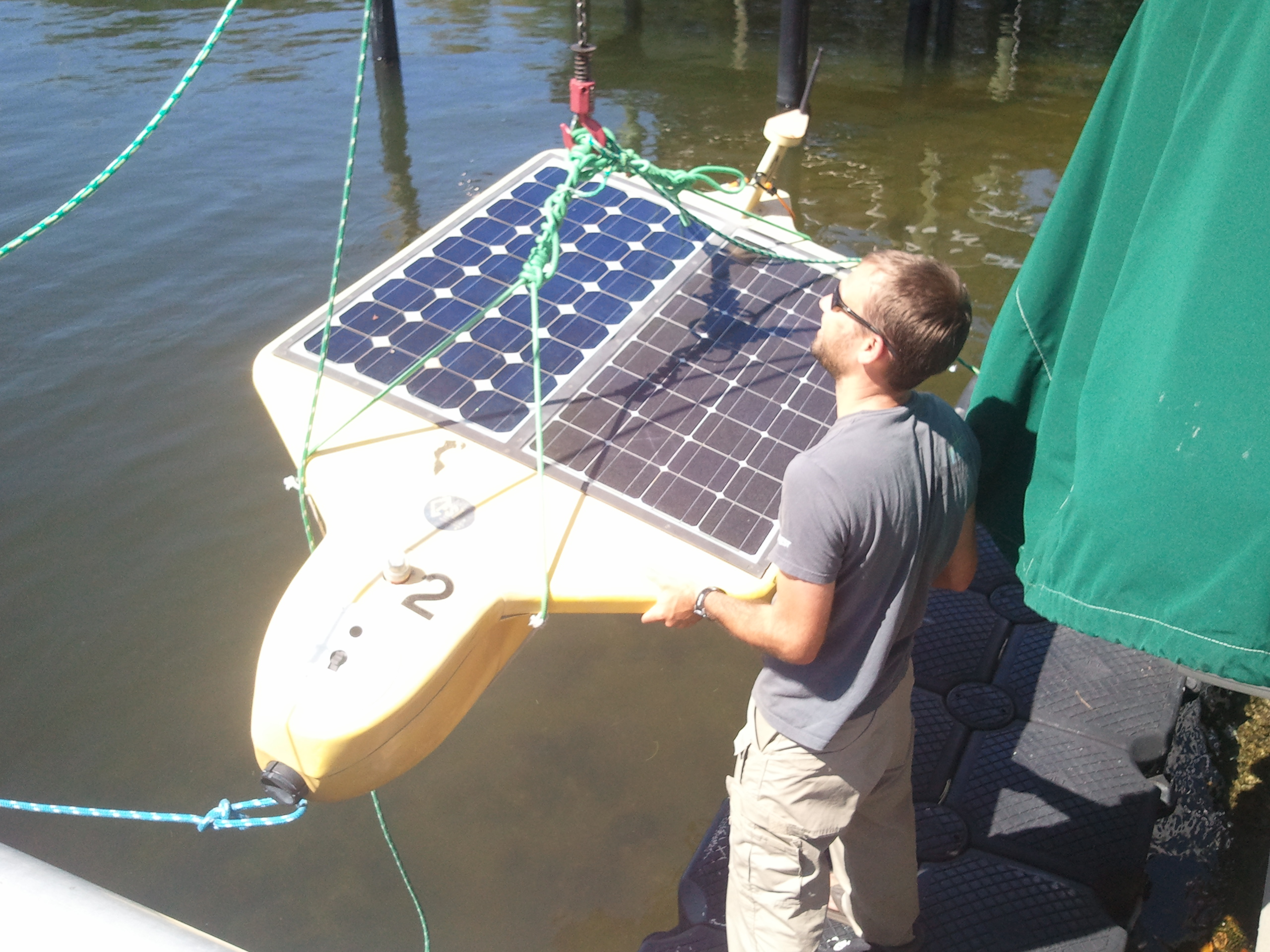
Un investigador de la Universidad del Sur de Florida despliega el Tavros02, un AUV que funciona con energía solar.

Los científicos usan AUV para estudiar los lagos, el océano y el fondo oceánico. Se pueden instalar una gran variedad de sensores en los AUV para medir la concentración de varios elementos o compuestos, la absorción o el reflejo de la luz y la presencia de vida microscópica. Algunos ejemplos incluyen sensores de conductividad-temperatura-profundidad (CTD), fluorímetros y sensores de pH. Además, los AUV se pueden configurar como vehículos de transporte para situar paquetes de sensores personalizados en ubicaciones específicas.
El Laboratorio de Física Aplicada de la Universidad de Washington ha estado creando iteraciones de su plataforma AUV Seaglider desde la década de 1950. Aunque iRobot Seaglider se diseñó originalmente para la investigación oceanográfica, en los últimos años ha suscitado mucho interés por parte de organizaciones como la Armada de los Estados Unidos o la industria del petróleo y del gas. El hecho de que estos planeadores autónomos sean relativamente económicos de fabricar y operar es indicativo de que la mayoría de las plataformas AUV tendrán éxito en innumerables aplicaciones.
Un ejemplo de un AUV que interactúa directamente con su entorno es el Crown-Of-Thorns Starfish Robot (COTSBot) creado por la Universidad Tecnológica de Queensland (QUT). El COTSBot encuentra y erradica la estrella de mar corona de espinas (Acanthaster planci), una especie que daña la Gran Barrera de Coral. Utiliza una red neuronal para identificar la estrella de mar e inyecta ácidos biliares para matarla.

### Pasatiempo
Muchos especialistas en robótica construyen AUV como pasatiempo. Existen numerosas competiciones que permiten a estos AUV caseros competir entre sí mientras cumplen objetivos. Al igual que sus hermanos comerciales, estos AUV pueden equiparse con cámaras, luces o sonar. Como consecuencia de los recursos limitados y la falta de experiencia, los AUV de aficionados rara vez pueden competir con los modelos comerciales en profundidad operativa, durabilidad o sofisticación. Además, estos AUV de aficionados no suelen ser transoceánicos y se utilizan la mayor parte del tiempo en piscinas o lagos. Se puede construir un AUV simple a partir de un microcontrolador, una carcasa de PVC resistente a la presión, un actuadores automáticos para el bloqueo de puertas, jeringuillas y un relé DPDT. Algunos participantes en concursos crean diseños que se basan en software de código abierto.

### Tráfico ilegal de drogas
Algunos submarinos que viajan de forma autónoma a un destino mediante navegación GPS han sido fabricados por narcotraficantes, lo que sería una evolución respecto a los narcosubmarinos tripulados.

### Investigación de accidentes aéreos
Se han utilizado vehículos submarinos autónomos, por ejemplo el AUV ABYSS, para encontrar restos de aviones perdidos como el del vuelo 447 de Air France. El AUV Bluefin-21 se utilizó en la búsqueda del vuelo 370 de Malaysia Airlines.

### Aplicaciones militares

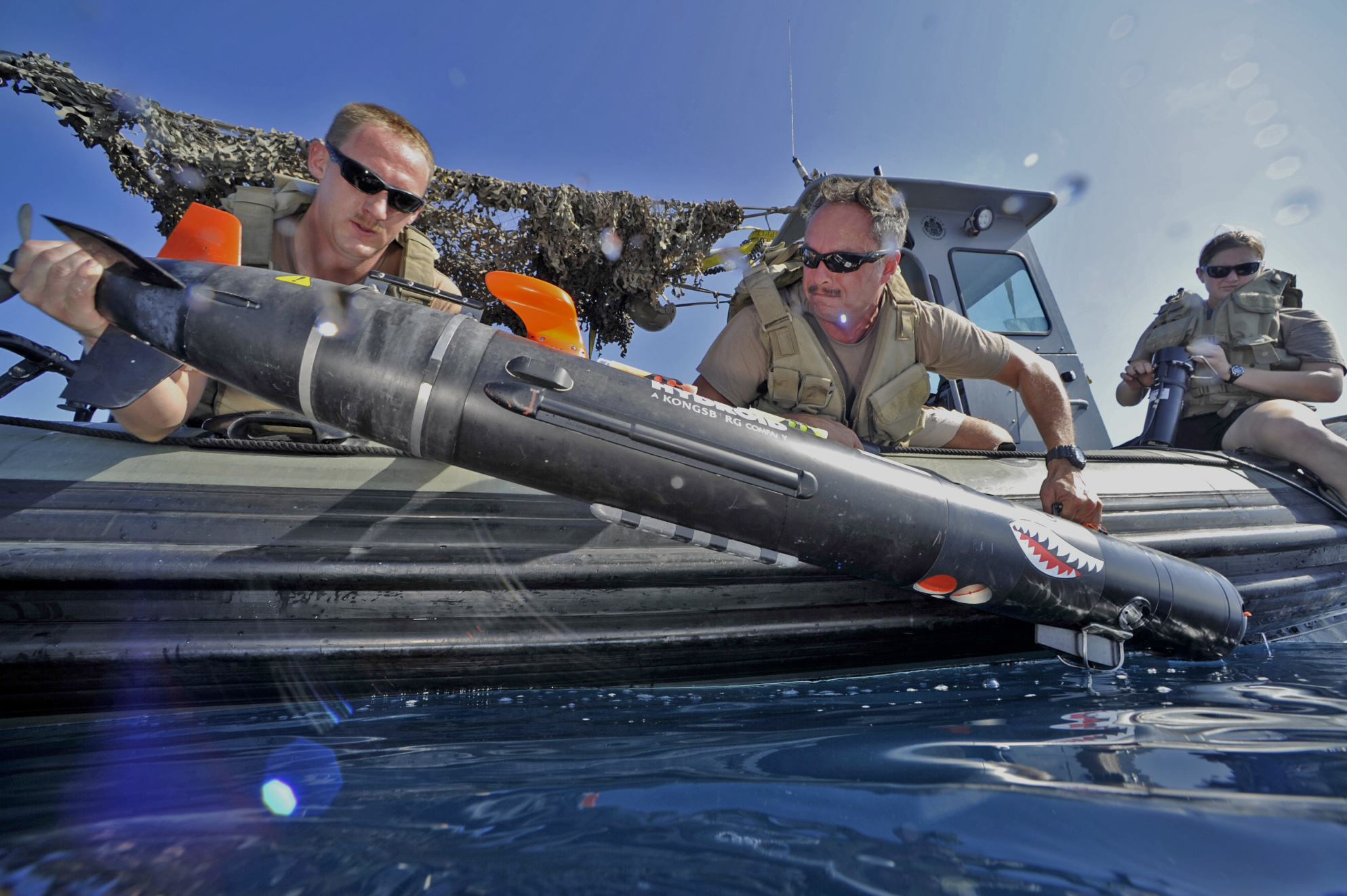
UUV MK 18 MOD 1 Swordfish.

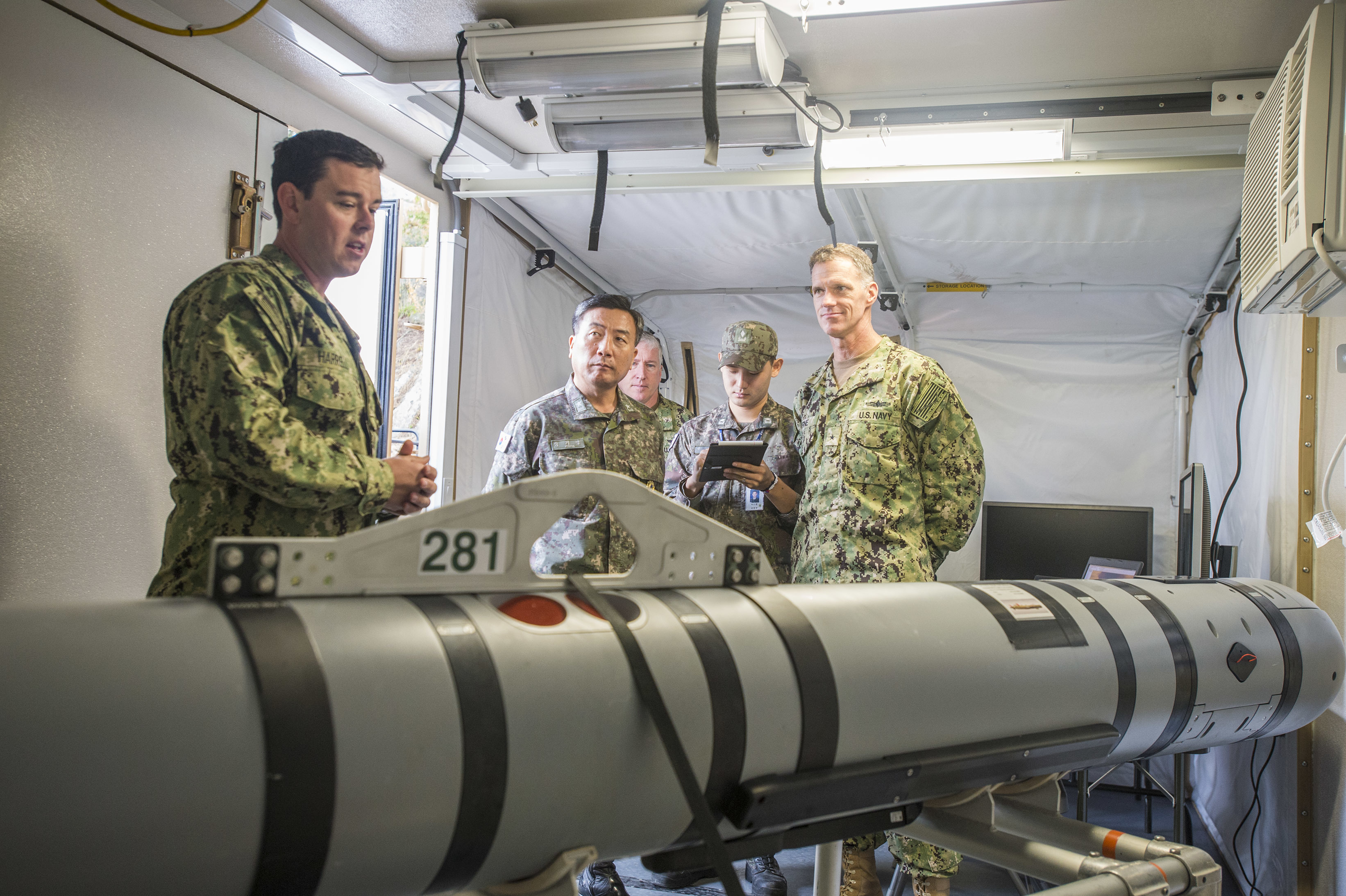
UUV Mk 18 Mod 2 Kingfish.

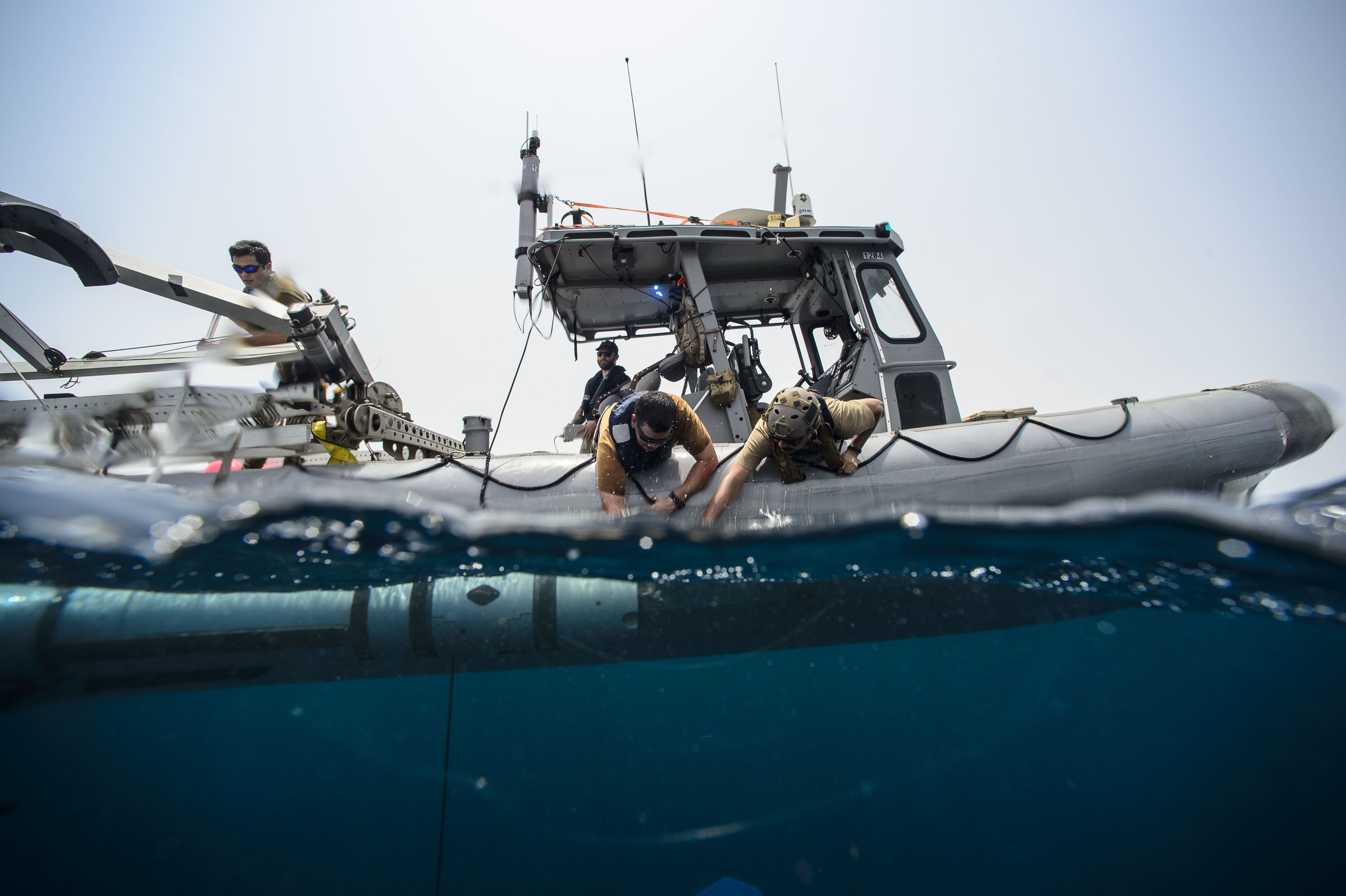
Lanzamiento del UUV Kingfish.

El Plan Maestro de Vehículos Submarinos No Tripulados de la Armada de EE. UU. identificó las siguientes misiones de UUV:
- Inteligencia, vigilancia y reconocimiento
- Contramedidas antiminas
- Guerra antisubmarina
- Identificación/inspección
- Oceanografía
- Nodos red de navegación/comunicación
- Entrega de cargas
- Operaciones de información
- Ataques de tiempo crítico

El Plan Maestro de la Armada de EE. UU. dividió todos los UUV en cuatro clases:
- Vehículo portátil: desplazamiento de 25 a 100 lb, autonomía de 10 a 20 horas; lanzado manualmente desde embarcaciones pequeñas (ejemplo: UUV Mk 18 Mod 1 Swordfish).
- Vehículo ligero: desplazamiento de hasta 500 lb, autonomía de 20 a 40 horas; lanzado desde embarcaciones semirrígidas usando un sistema de lanzamiento y recogida o mediante grúas desde barcos de superficie (ejemplo: UUV Mk 18 Mod 2 Kingfish).
- Vehículo pesado: desplazamiento de hasta 3000 lb, autonomía de 40 a 80 horas; lanzado desde submarinos.
- Vehículo grande: desplazamiento de hasta unas 10 toneladas; lanzado desde buques de superficie y submarinos.

En 2019 la Armada de EE. UU. adquirió cinco UUV Orca, fue su primera adquisición de submarinos no tripulados con capacidad de combate.

## Diseño

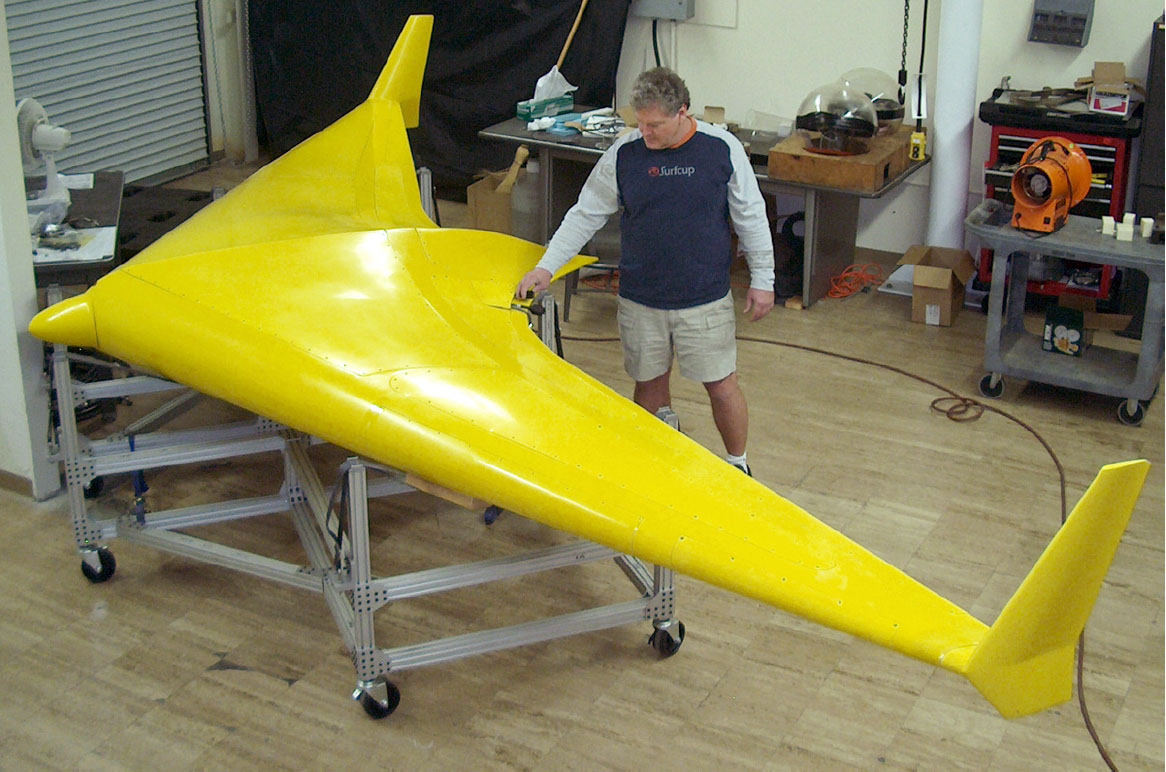
Vista del XRay1, un planeador submarino de clase Liberdade que es un vehículo planeador submarino autónomo desarrollado originalmente por instituciones de investigación y la Marina de los EE. UU. para rastrear submarinos propulsados por diésel. Ahora se utilizan para estudiar mamíferos marinos.

### Sensores
Los AUV llevan sensores para navegar de forma autónoma y cartografiar las características del océano. Los sensores típicos incluyen brújulas, sensores de profundidad, sonares y sonares de barrido lateral, magnetómetros, termistores, sondas de conductividad e hidrófonos. Algunos AUV están equipados con sensores biológicos que incluyen fluorímetros (también conocidos como sensores de clorofila), sensores de turbidez y sensores para medir el pH y las cantidades de  oxígeno disuelto.

### Navegación
Las ondas de radio prácticamente no penetran el agua, de modo que tan pronto como un AUV se sumerge pierde su señal GPS. Por lo tanto, una forma estándar para que los AUV naveguen bajo el agua es a estima. Sin embargo, se puede mejorar la navegación mediante el uso de un sistema de posicionamiento acústico submarino. Cuando se opera dentro de una red de transpondedores desplegados en el fondo marino, se conoce como posicionamiento LBL (Long baseline). Cuando se dispone de una referencia de superficie, como un barco de apoyo, se conoce como posicionamiento SBL (Short baseline) o USBL (Ultra-short baseline) y se calcula dónde se encuentra el vehículo submarino, en relación con la posición conocida (GPS) de la embarcación de superficie, mediante mediciones de alcance y rumbo acústico. 
Para mejorar la estimación de su posición y reducir los errores en la navegación a estima (los cuales van aumentando con el tiempo), el AUV también puede emerger y tomar su propia posición de GPS. Entremedias de estas tomas de posición y las maniobras precisas, un sistema de navegación inercial a bordo del AUV calcula a estima la posición, aceleración y velocidad del AUV. Se pueden realizar estimaciones utilizando datos de una unidad de medición inercial y  mejorarlas agregando un registro DVL (Doppler velocity log), el cual mide la velocidad de desplazamiento sobre el fondo marino. Normalmente, un sensor de presión mide la posición vertical (profundidad del vehículo), aunque la profundidad y la altitud también se pueden obtener a partir de las mediciones DVL. Estas observaciones pasan un filtro de Kalman para determinar una solución final de navegación.

### Propulsión
Algunos AUV utilizan un motor eléctrico, con o sin escobillas, una caja de cambios, un retén y una hélice. Todas estas partes están  integradas en la estructura del AUV e involucradas en la propulsión. Sin embargo, otros AUV tienen la unidad propulsora separada, a fin de mantener la modularidad.
Dependiendo de la necesidad, el sistema de propulsion puede estar equipado con un carenado, para proteger la hélice contra colisiones y/o para reducir la emisión de ruido, o bien puede estar equipado con un propulsor de transmisión directa, para mantener la eficiencia en un nivel más alto y los ruidos en un nivel más bajo. Los propulsores de AUV más avanzados tienen un sistema redundante de sellado del eje, con el fin de garantizar un adecuado sellado del robot incluso si uno de los sellos falla durante la misión.
Los planeadores submarinos son AUV que no se propulsan directamente. Cambiando su flotabilidad y su escora, consiguen sumergirse y emerger repetidamente, al tiempo que sus superficies hidrodinámicas convierten este movimiento arriba y abajo en un movimiento hacia adelante. El cambio de flotabilidad se realiza generalmente mediante el uso de una bomba que puede absorber o expulsar agua. El paso del vehículo se puede controlar cambiando su centro de masas. Los planeadores Slocum, por ejemplo, realizan este cambio del centro de masas desplazando internamente sus baterías, las cuales están montadas en un tornillo. Los planeadores submarinos, gracias a su electrónica de baja velocidad y baja potencia, requieren una menor energía para ciclar su escora, en comparación con los AUV regulares. Por ello, los planeadores pueden tener una autonomía de varios meses y un alcance transoceánico.

### Comunicaciones
Dado que las ondas de radio no se propagan bien bajo el agua, muchos AUV incorporan módems acústicos para permitir el comando y control remoto. Estos módems suelen utilizar técnicas de comunicaciones patentadas y esquemas de modulación. En 2017, la OTAN ratificó el estándar ANEP-87 JANUS para comunicaciones submarinas. Este estándar permite enlaces de comunicaciones de 80 BPS con formato de mensaje flexible y extensible.

### Energía
La mayoría de los AUV que se utilizan en la actualidad funcionan con baterías recargables (iones de litio, polímero de litio, hidruro metálico de níquel, etc.) y se implementan con alguna forma de sistema de gestión de baterías. Algunos vehículos usan baterías primarias las cuales pueden proporcionar el doble de autonomía, aunque con un coste adicional importante. Algunos de los vehículos más grandes funcionan con celdas semicombustibles de aluminio, pero requieren un mantenimiento sustancial, recargas costosas y producen un producto de desecho que debe manipularse de forma segura. Una tendencia emergente es combinar diferentes sistemas de energía y baterías con supercondensadores.